# Championnat du monde d'endurance FIA 2023
Navigation
Édition précédente Édition suivante
Le Championnat du Monde d'Endurance FIA 2023 est la onzième édition du championnat du monde d'endurance FIA, une compétition automobile coorganisée par la Fédération internationale de l'automobile (FIA) et l'Automobile Club de l'Ouest (ACO).

## Repères de débuts de saison
En novembre 2020, Audi, la marque aux 13 victoires aux 24 Heures du Mans, annonce préparer son retour en endurance. Peu après l'annonce d'Audi, Porsche déclare aussi s'engager en Championnat du monde d'endurance FIA. L'année 2023 marque aussi le grand retour de Ferrari dans la discipline. L'arrivée des firmes détentrices des trois plus grands palmarès des 24 Heures du Mans semble ouvrir une nouvelle période faste pour l'endurance, après les années du Groupe C, l'année 1999 et les années de compétition des LMP1 Hybride. Au cours de l'été 2021, Cadillac communique également son engagement en Hypercar. Toutefois, en mars 2022, Audi annonce mettre en pause son programme LMDh, avant de l'annuler totalement en août 2022.

## Calendrier
| N° | Date               | Course                        | Circuit                            | Lieu          | Pays       |
| -- | ------------------ | ----------------------------- | ---------------------------------- | ------------- | ---------- |
| 1  | 17 mars 2023       | 1 000 Miles de Sebring        | Sebring International Raceway      | Sebring       | États-Unis |
| 2  | 16 avril 2023      | 6 Heures de Portimão          | Autódromo Internacional do Algarve | Portimão      | Portugal   |
| 3  | 29 avril 2023      | 6 Heures de Spa-Francorchamps | Circuit de Spa-Francorchamps       | Francorchamps | Belgique   |
| 4  | 10 et 11 juin 2023 | 24 Heures du Mans             | Circuit des 24 Heures              | Le Mans       | France     |
| 5  | 9 juillet 2023     | 6 Heures de Monza             | Autodromo nazionale di Monza       | Monza         | Italie     |
| 6  | 10 septembre 2023  | 6 Heures de Fuji              | Fuji Speedway                      | Oyama         | Japon      |
| 7  | 4 novembre 2023    | 8 Heures de Bahreïn           | Circuit international de Sakhir    | Sakhir        | Bahreïn    |

## Engagés
| N°       | Écurie                    | Voiture                  | Type     | Pneu     | Pilote 1                       | Pilote 2                       | Pilote 3                         |
| Hypercar | Hypercar                  | Hypercar                 | Hypercar | Hypercar | Hypercar                       | Hypercar                       | Hypercar                         |
| -------- | ------------------------- | ------------------------ | -------- | -------- | ------------------------------ | ------------------------------ | -------------------------------- |
| 2        | Cadillac Racing           | Cadillac V-Series.R      | LMDh     | M        | Earl Bamber                    | Alex Lynn                      | Richard Westbrook                |
| 4        | Floyd Vanwall Racing Team | Vanwall Vandervell 680   | LMH      | M        | Tom Dillmann (1-4)             | Esteban Guerrieri              | Jacques Villeneuve (1-3)         |
| 4        | Floyd Vanwall Racing Team | Vanwall Vandervell 680   | LMH      | M        | João Paulo de Oliveira (5-6)   |                                | Tristan Vautier (4-7)            |
| 4        | Floyd Vanwall Racing Team | Vanwall Vandervell 680   | LMH      | M        | Ryan Briscoe (7)               |                                |                                  |
| 5        | Porsche Penske Motorsport | Porsche 963              | LMDh     | M        | Dane Cameron                   | Michael Christensen            | Frédéric Makowiecki              |
| 6        | Porsche Penske Motorsport | Porsche 963              | LMDh     | M        | Kévin Estre                    | André Lotterer                 | Laurens Vanthoor                 |
| 7        | Toyota Gazoo Racing       | Toyota GR010 Hybrid      | LMH      | M        | Mike Conway                    | Kamui Kobayashi                | José María López                 |
| 8        | Toyota Gazoo Racing       | Toyota GR010 Hybrid      | LMH      | M        | Sébastien Buemi                | Brendon Hartley                | Ryō Hirakawa                     |
| 38       | Hertz Team Jota           | Porsche 963              | LMDh     | M        | António Félix da Costa (3-7)   | Will Stevens (3-7)             | Ye Yifei (3-7)                   |
| 50       | Ferrari - AF Corse,       | Ferrari 499P             | LMH      | M        | Antonio Fuoco                  | Miguel Molina                  | Nicklas Nielsen                  |
| 51       | Ferrari - AF Corse,       | Ferrari 499P             | LMH      | M        | Alessandro Pier Guidi          | James Calado                   | Antonio Giovinazzi               |
| 93       | Peugeot TotalEnergies     | Peugeot 9X8              | LMH      | M        | Paul di Resta                  | Mikkel Jensen                  | Jean-Éric Vergne                 |
| 94       | Peugeot TotalEnergies     | Peugeot 9X8              | LMH      | M        | Loïc Duval                     | Gustavo Menezes                | Nico Müller (1-5, 7)             |
| 94       | Peugeot TotalEnergies     | Peugeot 9X8              | LMH      | M        | Stoffel Vandoorne (6)          |                                |                                  |
| 99       | Proton Competition        | Porsche 963              | LMDh     | M        | Gianmaria Bruni (5-7)          | Harry Tincknell (5-7)          | Neel Jani (5-7)                  |
| 708      | Glickenhaus Racing        | Glickenhaus 007 LMH      | LMH      | M        | Romain Dumas (1-5)             | Olivier Pla (1-5)              | Ryan Briscoe (1-2, 4)            |
| 708      | Glickenhaus Racing        | Glickenhaus 007 LMH      | LMH      | M        | Franck Mailleux (3)            |                                |                                  |
| 708      | Glickenhaus Racing        | Glickenhaus 007 LMH      | LMH      | M        | Nathanaël Berthon (5)          |                                |                                  |
| LMP2     |                           |                          |          |          |                                |                                |                                  |
| 9        | Prema Racing              | Oreca 07 - Gibson        | LMP2     | G        | Filip Ugran                    | Bent Viscaal                   | Andrea Caldarelli (1, 3, 5)      |
| 9        | Prema Racing              | Oreca 07 - Gibson        | LMP2     | G        | Juan Manuel Correa (2, 4, 6-7) |                                |                                  |
| 10       | Vector Sport              | Oreca 07 - Gibson        | LMP2     | G        | Gabriel Aubry                  | Ryan Cullen                    | Matthias Kaiser                  |
| 22       | United Autosports         | Oreca 07 - Gibson        | LMP2     | G        | Phil Hanson                    | Frederick Lubin (en)           | Filipe Albuquerque (1, 3-4, 6-7) |
| 22       | United Autosports         | Oreca 07 - Gibson        | LMP2     | G        | Ben Hanley (2, 5)              |                                |                                  |
| 23       | United Autosports         | Oreca 07 - Gibson        | LMP2     | G        | Oliver Jarvis                  | Josh Pierson                   | Tom Blomqvist (1, 3-4, 7)        |
| 23       | United Autosports         | Oreca 07 - Gibson        | LMP2     | G        | Giedo van der Garde (2, 5)     |                                |                                  |
| 23       | United Autosports         | Oreca 07 - Gibson        | LMP2     | G        | Ben Hanley (6)                 |                                |                                  |
| 28       | Jota                      | Oreca 07 - Gibson        | LMP2     | G        | Pietro Fittipaldi              | David Heinemeier Hansson       | Oliver Rasmussen                 |
| 31       | Team WRT                  | Oreca 07 - Gibson        | LMP2     | G        | Robin Frijns                   | Sean Gelael                    | Ferdinand Habsburg               |
| 34       | Inter Europol Competition | Oreca 07 - Gibson        | LMP2     | G        | Albert Costa                   | Fabio Scherer                  | Jakub Śmiechowski                |
| 35       | Alpine ELF Team           | Alpine A470 - Gibson     | LMP2     | G        | Olli Caldwell                  | André Negrão                   | Memo Rojas                       |
| 36       | Alpine ELF Team           | Alpine A470 - Gibson     | LMP2     | G        | Julien Canal                   | Charles Milesi                 | Matthieu Vaxiviere               |
| 41       | Team WRT                  | Oreca 07 - Gibson        | LMP2     | G        | Rui Andrade                    | Louis Delétraz                 | Robert Kubica                    |
| 63       | Prema Racing              | Oreca 07 - Gibson        | LMP2     | G        | Mirko Bortolotti (1-4, 7)      | Daniil Kvyat,                  | Doriane Pin                      |
| 63       | Prema Racing              | Oreca 07 - Gibson        | LMP2     | G        | Mathias Beche (5)              |                                |                                  |
| 63       | Prema Racing              | Oreca 07 - Gibson        | LMP2     | G        | Andrea Caldarelli (6)          |                                |                                  |
| LMGTE AM |                           |                          |          |          |                                |                                |                                  |
| 21       | AF Corse                  | Ferrari 488 GTE Evo      | LMGTE AM | M        | Stefano Costantini (en) (1)    | Ulysse de Pauw (en) (1-5)      | Simon Mann                       |
| 21       | AF Corse                  | Ferrari 488 GTE Evo      | LMGTE AM | M        | Diego Alessi (en) (2-3)        | Kei Cozzolino (6-7)            |                                  |
| 21       | AF Corse                  | Ferrari 488 GTE Evo      | LMGTE AM | M        | Julien Piguet (4-5)            |                                |                                  |
| 21       | AF Corse                  | Ferrari 488 GTE Evo      | LMGTE AM | M        | Hiroshi Koizumi (6)            |                                |                                  |
| 21       | AF Corse                  | Ferrari 488 GTE Evo      | LMGTE AM | M        | Franck Dezoteux (7)            |                                |                                  |
| 25       | ORT by TF                 | Aston Martin Vantage AMR | LMGTE AM | M        | Ahmad Al Harthy                | Michael Dinan (en)             | Charlie Eastwood                 |
| 33       | Corvette Racing           | Chevrolet Corvette C8.R  | LMGTE AM | M        | Nicky Catsburg                 | Ben Keating                    | Nicolás Varrone (es)             |
| 54       | AF Corse                  | Ferrari 488 GTE Evo      | LMGTE AM | M        | Francesco Castellacci          | Thomas Flohr                   | Davide Rigon                     |
| 56       | Project 1 - AO            | Porsche 911 RSR-19       | LMGTE AM | M        | Matteo Cairoli                 | P. J. Hyett (en) (1, 3-4, 6-7) | Gunnar Jeannette (1, 3-4, 6-7)   |
| 56       | Project 1 - AO            | Porsche 911 RSR-19       | LMGTE AM | M        |                                | Guilherme Oliveira (en) (2, 5) | Miguel Ramos (2)                 |
| 56       | Project 1 - AO            | Porsche 911 RSR-19       | LMGTE AM | M        | Efrin Castro (en) (5)          |                                |                                  |
| 57       | Kessel Racing             | Ferrari 488 GTE Evo      | LMGTE AM | M        | Scott Huffaker (en) (1-6)      | Takeshi Kimura                 | Daniel Serra (1-4, 7)            |
| 57       | Kessel Racing             | Ferrari 488 GTE Evo      | LMGTE AM | M        | Esteban Masson (7)             |                                | Kei Cozzolino (5)                |
| 57       | Kessel Racing             | Ferrari 488 GTE Evo      | LMGTE AM | M        | Ritomo Miyata (6)              |                                |                                  |
| 60       | Iron Lynx                 | Porsche 911 RSR-19       | LMGTE AM | M        | Matteo Cressoni                | Alessio Picariello             | Claudio Schiavoni                |
| 77       | Dempsey-Proton Racing     | Porsche 911 RSR-19       | LMGTE AM | M        | Julien Andlauer                | Mikkel O. Pedersen             | Christian Ried                   |
| 83       | Richard Mille AF Corse    | Ferrari 488 GTE Evo      | LMGTE AM | M        | Luís Pérez Companc             | Alessio Rovera                 | Lilou Wadoux                     |
| 85       | Iron Dames                | Porsche 911 RSR-19       | LMGTE AM | M        | Sarah Bovy                     | Rahel Frey                     | Michelle Gatting                 |
| 86       | GR Racing                 | Porsche 911 RSR-19       | LMGTE AM | M        | Michael Wainwright             | Benjamin Barker                | Riccardo Pera                    |
| 88       | Proton Competition        | Porsche 911 RSR-19       | LMGTE AM | M        | Ryan Hardwick (1-3)            | Zacharie Robichon (1-3)        | Harry Tincknell (1-4)            |
| 88       | Proton Competition        | Porsche 911 RSR-19       | LMGTE AM | M        | Jonas Ried (4)                 | Donald Yount (4)               |                                  |
| 98       | Northwest AMR             | Aston Martin Vantage AMR | LMGTE AM | M        | Paul Dalla Lana (1-2)          | Nicki Thiim (1-2)              | Axcil Jefferies (1-2)            |
| 98       | Northwest AMR             | Aston Martin Vantage AMR | LMGTE AM | M        | Ian James (3-4, 6-7)           | Daniel Mancinelli (3-4, 6-7)   | Alex Riberas (3-4, 6-7)          |
| 777      | D'Station Racing          | Aston Martin Vantage AMR | LMGTE AM | M        | Tomonobu Fujii                 | Satoshi Hoshino (1-6)          | Casper Stevenson (en)            |
| 777      | D'Station Racing          | Aston Martin Vantage AMR | LMGTE AM | M        | Liam Talbot (7)                |                                |                                  |

## Résultats

### Équipes et Pilotes
Le tableau suivant répertorie les équipages du championnat du monde les mieux classés pour chaque course. Il est possible que des pilotes non inscrits au championnat aient fini mieux classés.
Les vainqueurs du classement général de chaque manche sont inscrits en caractères gras.
| N° | Course                        | Équipe victorieuse Hypercar                           | Équipe victorieuse LMP2                                     | Équipe victorieuse LMGTE Am                       | Résultats |
| N° | Course                        | Pilotes victorieux Hypercar                           | Pilotes victorieux LMP2                                     | Pilotes victorieux LMGTE Am                       | Résultats |
| -- | ----------------------------- | ----------------------------------------------------- | ----------------------------------------------------------- | ------------------------------------------------- | --------- |
| 1  | 1 000 Miles de Sebring        | no 7 Toyota Gazoo Racing                              | no 22 United Autosports                                     | no 33 Corvette Racing                             | résultats |
| 1  | 1 000 Miles de Sebring        | Mike Conway Kamui Kobayashi José María López          | Filipe Albuquerque Phil Hanson Frederick Lubin (en)         | Nicky Catsburg Ben Keating Nicolás Varrone (es)   | résultats |
| 2  | 6 Heures de Portimão          | no 8 Toyota Gazoo Racing                              | no 23 United Autosports                                     | no 33 Corvette Racing                             | résultats |
| 2  | 6 Heures de Portimão          | Sébastien Buemi Brendon Hartley Ryō Hirakawa          | Oliver Jarvis Josh Pierson Giedo van der Garde              | Nicky Catsburg Ben Keating Nicolás Varrone (es)   | résultats |
| 3  | 6 Heures de Spa-Francorchamps | no 7 Toyota Gazoo Racing                              | no 41 Team WRT                                              | no 83 Richard Mille AF Corse                      | résultats |
| 3  | 6 Heures de Spa-Francorchamps | Mike Conway Kamui Kobayashi José María López          | Rui Andrade Louis Delétraz Robert Kubica                    | Luís Pérez Companc Alessio Rovera Lilou Wadoux    | résultats |
| 4  | 24 Heures du Mans             | no 51 Ferrari - AF Corse                              | no 34 Inter Europol Competition                             | no 33 Corvette Racing                             | résultats |
| 4  | 24 Heures du Mans             | James Calado Antonio Giovinazzi Alessandro Pier Guidi | Albert Costa Fabio Scherer Jakub Śmiechowski                | Nicky Catsburg Ben Keating Nicolás Varrone (es)   | résultats |
| 5  | 6 Heures de Monza             | no 7 Toyota Gazoo Racing                              | no 28 Jota                                                  | no 77 Dempsey-Proton                              | résultats |
| 5  | 6 Heures de Monza             | Mike Conway Kamui Kobayashi José María López          | Pietro Fittipaldi David Heinemeier Hansson Oliver Rasmussen | Julien Andlauer Mikkel O. Pedersen Christian Ried | résultats |
| 6  | 6 Heures de Fuji              | n° 7 Toyota Gazoo Racing                              | n°41 Team WRT                                               | n°54 AF Corse                                     | résultats |
| 6  | 6 Heures de Fuji              | Mike Conway Kamui Kobayashi José María López          | Rui Andrade Louis Delétraz Robert Kubica                    | Francesco Castellacci Thomas Flohr Davide Rigon   | résultats |
| 7  | 8 Heures de Bahreïn           | no 8 Toyota Gazoo Racing                              | n°41 Team WRT                                               | n°85 Iron Dames                                   | résultats |
| 7  | 8 Heures de Bahreïn           | Sébastien Buemi Brendon Hartley Ryō Hirakawa          | Rui Andrade Louis Delétraz Robert Kubica                    | Sarah Bovy Rahel Frey Michelle Gatting            | résultats |

### Constructeurs
| N° | Course                        | Constructeur victorieux Hypercar | Constructeur victorieux GT | Résultats |
| -- | ----------------------------- | -------------------------------- | -------------------------- | --------- |
| 1  | 1 000 Miles de Sebring        | Toyota                           | Chevrolet                  | résultats |
| 2  | 6 Heures de Portimão          | Toyota                           | Chevrolet                  | résultats |
| 3  | 6 Heures de Spa-Francorchamps | Toyota                           | Ferrari                    | résultats |
| 4  | 24 Heures du Mans             | Ferrari                          | Chevrolet                  | résultats |
| 5  | 6 Heures de Monza             | Toyota                           | Porsche                    | résultats |
| 6  | 6 Heures de Fuji              | Toyota                           | Ferrari                    | résultats |
| 7  | 8 Heures de Bahreïn           | Toyota                           | Porsche                    | résultats |

## Classements

### Attributions des  points
| Système des points | Système des points | Système des points | Système des points | Système des points | Système des points | Système des points | Système des points | Système des points | Système des points | Système des points | Système des points |
| Position           | 1er                | 2e                 | 3e                 | 4e                 | 5e                 | 6e                 | 7e                 | 8e                 | 9e                 | 10e                | PP                 |
| ------------------ | ------------------ | ------------------ | ------------------ | ------------------ | ------------------ | ------------------ | ------------------ | ------------------ | ------------------ | ------------------ | ------------------ |
| 6 heures           | 25                 | 18                 | 15                 | 12                 | 10                 | 8                  | 6                  | 4                  | 2                  | 1                  | + 1                |
| 8 heures           | 38                 | 27                 | 23                 | 18                 | 15                 | 12                 | 9                  | 6                  | 3                  | 2                  | + 1                |
| 24 heures          | 50                 | 36                 | 30                 | 24                 | 20                 | 16                 | 12                 | 8                  | 4                  | 2                  | + 1                |

### Championnat du monde d'endurance

#### Championnat du monde d'endurance des pilotes Hypercar
| Pos. | Pilote                 | Écurie                    | SEB  | POR  | SPA  | LMS  | MNZ  | FUJ | BHR | Total points |
| ---- | ---------------------- | ------------------------- | ---- | ---- | ---- | ---- | ---- | --- | --- | ------------ |
| 1    | Sébastien Buemi        | Toyota Gazoo Racing       | 2    | 1    | 2    | 2    | 6    | 2   | 1   | 172          |
| 1    | Brendon Hartley        | Toyota Gazoo Racing       | 2    | 1    | 2    | 2    | 6    | 2   | 1   | 172          |
| 1    | Ryō Hirakawa           | Toyota Gazoo Racing       | 2    | 1    | 2    | 2    | 6    | 2   | 1   | 172          |
| 2    | Mike Conway            | Toyota Gazoo Racing       | 1    | 9    | 1    | Abd. | 1    | 1   | 2   | 145          |
| 2    | Kamui Kobayashi        | Toyota Gazoo Racing       | 1    | 9    | 1    | Abd. | 1    | 1   | 2   | 145          |
| 2    | José María López       | Toyota Gazoo Racing       | 1    | 9    | 1    | Abd. | 1    | 1   | 2   | 145          |
| 3    | Antonio Fuoco          | Ferrari AF Corse          | 3    | 2    | Abd. | 4    | 2    | 4   | 3   | 120          |
| 3    | Miguel Molina          | Ferrari AF Corse          | 3    | 2    | Abd. | 4    | 2    | 4   | 3   | 120          |
| 3    | Nicklas Nielsen        | Ferrari AF Corse          | 3    | 2    | Abd. | 4    | 2    | 4   | 3   | 120          |
| 4    | James Calado           | Ferrari AF Corse          | 7    | 6    | 3    | 1    | 5    | 5   | 6   | 114          |
| 4    | Antonio Giovinazzi     | Ferrari AF Corse          | 7    | 6    | 3    | 1    | 5    | 5   | 6   | 114          |
| 4    | Alessandro Pier Guidi  | Ferrari AF Corse          | 7    | 6    | 3    | 1    | 5    | 5   | 6   | 114          |
| 5    | Earl Bamber            | Cadillac Racing           | 4    | 4    | 5    | 3    | 10   | 10  | 11  | 72           |
| 5    | Alex Lynn              | Cadillac Racing           | 4    | 4    | 5    | 3    | 10   | 10  | 11  | 72           |
| 5    | Richard Westbrook      | Cadillac Racing           | 4    | 4    | 5    | 3    | 10   | 10  | 11  | 72           |
| 6    | Kévin Estre            | Porsche Penske Motorsport | 6    | 3    | Abd. | 8    | 7    | 3   | 5   | 71           |
| 6    | André Lotterer         | Porsche Penske Motorsport | 6    | 3    | Abd. | 8    | 7    | 3   | 5   | 71           |
| 6    | Laurens Vanthoor       | Porsche Penske Motorsport | 6    | 3    | Abd. | 8    | 7    | 3   | 5   | 71           |
| 7    | Dane Cameron           | Porsche Penske Motorsport | 5    | 10   | 4    | 7    | 4    | 12  | 7   | 61           |
| 7    | Michael Christensen    | Porsche Penske Motorsport | 5    | 10   | 4    | 7    | 4    | 12  | 7   | 61           |
| 7    | Frédéric Makowiecki    | Porsche Penske Motorsport | 5    | 10   | 4    | 7    | 4    | 12  | 7   | 61           |
| 8    | Mikkel Jensen          | Peugeot TotalEnergies     | 9    | 7    | 8    | 6    | 3    | 8   | 9   | 51           |
| 8    | Paul di Resta          | Peugeot TotalEnergies     | 9    | 7    | 8    | 6    | 3    | 8   | 9   | 51           |
| 8    | Jean-Éric Vergne       | Peugeot TotalEnergies     | 9    | 7    | 8    | 6    | 3    | 8   | 9   | 51           |
| 9    | António Félix da Costa | Hertz Team Jota           |      |      | 6    | 10   | 9    | 6   | 4   | 38           |
| 9    | Will Stevens           | Hertz Team Jota           |      |      | 6    | 10   | 9    | 6   | 4   | 38           |
| 9    | Ye Yifei               | Hertz Team Jota           |      |      | 6    | 10   | 9    | 6   | 4   | 38           |
| 10   | Romain Dumas           | Glickenhaus Racing        | Abd. | 8    | 7    | 5    | 8    |     |     | 34           |
| 10   | Olivier Pla            | Glickenhaus Racing        | Abd. | 8    | 7    | 5    | 8    |     |     | 34           |
| 11   | Loïc Duval             | Peugeot TotalEnergies     | NC   | 5    | 9    | 9    | 11   | 7   | 8   | 28           |
| 11   | Gustavo Menezes        | Peugeot TotalEnergies     | NC   | 5    | 9    | 9    | 11   | 7   | 8   | 28           |
| 12   | Ryan Briscoe           | Glickenhaus Racing        | Abd. | 8    |      | 5    |      |     |     | 24           |
| 12   | Ryan Briscoe           | Floyd Vanwall Racing Team |      |      |      |      |      |     | 12  | 24           |
| 13   | Nico Müller            | Peugeot TotalEnergies     | NC   | 5    | 9    | 9    | 11   |     | 8   | 22           |
| 14   | Franck Mailleux        | Glickenhaus Racing        |      |      | 7    |      |      |     |     | 6            |
| 15   | Stoffel Vandoorne      | Peugeot TotalEnergies     |      |      |      |      |      | 7   |     | 6            |
| 16   | Esteban Guerrieri      | Floyd Vanwall Racing Team | 8    | Abd. | Abd. | Abd. | 12   | 11  | 12  | 6            |
| 17   | Tom Dillmann           | Floyd Vanwall Racing Team | 8    | Abd. | Abd. | Abd. |      |     |     | 6            |
| 18   | Jacques Villeneuve     | Floyd Vanwall Racing Team | 8    | Abd. | Abd. |      |      |     |     | 6            |
| 19   | Nathanaël Berthon      | Glickenhaus Racing        |      |      |      |      | 8    |     |     | 4            |
| 20   | Gianmaria Bruni        | Proton Competition        |      |      |      |      | Abd. | 9   | 10  | 4            |
| 20   | Neel Jani              | Proton Competition        |      |      |      |      | Abd. | 9   | 10  | 4            |
| 20   | Harry Tincknell        | Proton Competition        |      |      |      |      | Abd. | 9   | 10  | 4            |
| 21   | Tristan Vautier        | Floyd Vanwall Racing Team |      |      |      | Abd. | 12   | 11  | 12  | 0            |
| 22   | João Paulo de Oliveira | Floyd Vanwall Racing Team |      |      |      |      | 12   | 11  |     | 0            |

#### Championnat du monde d'endurance des constructeurs Hypercar
| Pos. | Constructeur | SEB  | POR  | SPA  | LMS  | MNZ | FUJ | BHR | Total points |
| ---- | ------------ | ---- | ---- | ---- | ---- | --- | --- | --- | ------------ |
| 1    | Toyota       | 1    | 1    | 1    | 2    | 1   | 1   | 1   | 217          |
| 2    | Ferrari      | 3    | 2    | 3    | 1    | 2   | 4   | 3   | 161          |
| 3    | Porsche      | 5    | 3    | 4    | 7    | 4   | 3   | 4   | 99           |
| 4    | Cadillac     | 4    | 4    | 5    | 3    | 10  | 10  | 11  | 79           |
| 5    | Peugeot      | 9    | 5    | 8    | 6    | 3   | 7   | 8   | 67           |
| 6    | Glickenhaus  | Abd. | 8    | 7    | 5    | 8   | Np. | Np. | 36           |
| 7    | Vanwall      | 8    | Abd. | Abd. | Abd. | 12  | 11  | 12  | 10           |

### Trophée Endurance FIA

#### Trophée Endurance FIA des pilotes LMP2
| Pos. | Driver                   | Team                      | SEB  | POR | SPA  | LMS  | MZA  | FUJ | BHR | Points |
| ---- | ------------------------ | ------------------------- | ---- | --- | ---- | ---- | ---- | --- | --- | ------ |
| 1    | Rui Andrade              | Team WRT                  | 4    | 3   | 1    | 2    | 3    | 1   | 1   | 173    |
| 1    | Louis Delétraz           | Team WRT                  | 4    | 3   | 1    | 2    | 3    | 1   | 1   | 173    |
| 1    | Robert Kubica            | Team WRT                  | 4    | 3   | 1    | 2    | 3    | 1   | 1   | 173    |
| 2    | Albert Costa             | Inter Europol Competition | 3    | 9   | 3    | 1    | 5    | 9   | 6   | 114    |
| 2    | Fabio Scherer            | Inter Europol Competition | 3    | 9   | 3    | 1    | 5    | 9   | 6   | 114    |
| 2    | Jakub Śmiechowski        | Inter Europol Competition | 3    | 9   | 3    | 1    | 5    | 9   | 6   | 114    |
| 3    | Philip Hanson            | United Autosports         | 1    | 2   | 5    | 8    | 6    | 2   | 9   | 104    |
| 3    | Frederick Lubin (en)     | United Autosports         | 1    | 2   | 5    | 8    | 6    | 2   | 9   | 104    |
| 4    | Robin Frijns             | Team WRT                  | 6    | 6   | 6    | 4    | Abd. | 3   | 2   | 94     |
| 4    | Sean Gelael              | Team WRT                  | 6    | 6   | 6    | 4    | Abd. | 3   | 2   | 94     |
| 4    | Ferdinand Habsburg       | Team WRT                  | 6    | 6   | 6    | 4    | Abd. | 3   | 2   | 94     |
| 5    | Oliver Jarvis            | United Autosports         | Abd. | 1   | 2    | 6    | 4    | 4   | 8   | 92     |
| 5    | Josh Pierson             | United Autosports         | Abd. | 1   | 2    | 6    | 4    | 4   | 8   | 92     |
| 6    | Pietro Fittipaldi        | Jota                      | 5    | 7   | 9    | 9    | 1    | 6   | 3   | 84     |
| 6    | David Heinemeier Hansson | Jota                      | 5    | 7   | 9    | 9    | 1    | 6   | 3   | 84     |
| 6    | Oliver Rasmussen         | Jota                      | 5    | 7   | 9    | 9    | 1    | 6   | 3   | 84     |
| 7    | Julien Canal             | Alpine ELF Team           | 8    | 8   | 7    | 3    | 2    | 5   | 7   | 83     |
| 7    | Charles Milesi           | Alpine ELF Team           | 8    | 8   | 7    | 3    | 2    | 5   | 7   | 83     |
| 7    | Matthieu Vaxivière       | Alpine ELF Team           | 8    | 8   | 7    | 3    | 2    | 5   | 7   | 83     |
| 8    | Filipe Albuquerque       | United Autosports         | 1    |     | 5    | 8    |      | 2   | 9   | 78     |
| 9    | Daniil Kvyat             | Prema Racing              | 2    | 4   | 10   | Abd. | 7    | 10  | 5   | 63     |
| 9    | Doriane Pin              | Prema Racing              | 2    | 4   | 10   | Abd. | 7    | 10  | 5   | 63     |
| 10   | Filip Ugran              | Prema Racing              | 7    | 5   | 4    | 10   | 9    | 8   | 4   | 57     |
| 10   | Bent Viscaal             | Prema Racing              | 7    | 5   | 4    | 10   | 9    | 8   | 4   | 57     |
| 11   | Mirko Bortolotti         | Prema Racing              | 2    | 4   | 10   | Abd. |      |     | 5   | 56     |
| 12   | Tom Blomqvist            | United Autosports         | Abd. |     | 2    | 6    |      |     | 8   | 43     |
| 13   | Ben Hanley               | United Autosports         |      | 2   |      |      | 6    | 4   |     | 38     |
| 14   | Giedo van der Garde      | United Autosports         |      | 1   |      |      | 4    |     |     | 37     |
| 15   | Juan Manuel Correa       | Prema Racing              |      | 5   |      | 10   |      | 8   | 4   | 34     |
| 16   | Gabriel Aubry            | Vector Sport              | 9    | 11  | Abd. | 5    | Abd. | 7   | Nc. | 29     |
| 16   | Ryan Cullen              | Vector Sport              | 9    | 11  | Abd. | 5    | Abd. | 7   | Nc. | 29     |
| 16   | Matthias Kaiser          | Vector Sport              | 9    | 11  | Abd. | 5    | Abd. | 7   | Nc. | 29     |
| 17   | Andrea Caldarelli        | Prema Racing              | 7    |     | 4    |      | 9    | 10  |     | 24     |
| 17   | Olli Caldwell            | Alpine ELF Team           | Abd. | 10  | 8    | 7    | 8    | 11  | 10  | 23     |
| 17   | André Negrão             | Alpine ELF Team           | Abd. | 10  | 8    | 7    | 8    | 11  | 10  | 23     |
| 17   | Memo Rojas               | Alpine ELF Team           | Abd. | 10  | 8    | 7    | 8    | 11  | 10  | 23     |
| 19   | Mathias Beche            | Prema Racing              |      |     |      |      | 7    |     |     | 6      |

#### Trophée Endurance FIA des écuries GTE Am
| Pos. | Écurie                        | SEB  | POR  | SPA  | LMS  | MNZ  | FUJ | BHR  | Total points |
| ---- | ----------------------------- | ---- | ---- | ---- | ---- | ---- | --- | ---- | ------------ |
| 1    | No. 33 Corvette Racing        | 1    | 1    | 2    | 1    | 4    | 2   | 7    | 173          |
| 2    | No. 85 Iron Dames             | 8    | 3    | 5    | 4    | 5    | 4   | 1    | 118          |
| 3    | No. 54 AF Corse               | 5    | 4    | Abd. | 5    | 10   | 1   | 4    | 91           |
| 4    | No. 77 Dempsey-Proton         | 2    | 7    | 9    | Abd. | 1    | 6   | 6    | 80           |
| 5    | No. 25 ORT by TF              | 9    | 8    | 3    | 2    | 7    | 13  | Nc.  | 65           |
| 6    | No. 86 GR Racing              | 7    | 11   | 12   | 3    | 3    | 8   | 8    | 64           |
| 7    | No. 57 Kessel Racing          | 3    | 10   | 8    | Abd. | Abd. | 3   | 5    | 58           |
| 8    | No. 83 Richard Mille AF Corse | Abd. | 2    | 1    | Abd. | 6    | 9   | 9    | 56           |
| 9    | No. 98 Northwest AMR          | 11   | 13   | 7    | 6    |      | 7   | 3    | 51           |
| 10   | No. 21 AF Corse               | 4    | 5    | 6    | Abd. | 9    | 12  | 11   | 38           |
| 11   | No. 56 Project 1 - AO         | 12   | 6    | Np.  | 7    | 8    | 5   | 10   | 36           |
| 12   | No. 777 D'Station Racing      | 10   | Abd. | 10   | Abd. | Abd. | 10  | 2    | 31           |
| 13   | No. 60 Iron Lynx              | 6    | 12   | 11   | Abd. | 2    | 11  | Abd. | 30           |
| 14   | No. 88 Proton Competition     | Np.  | 9    | 4    | Abd. |      |     |      | 14           |

## 2Notes et références